# Matilda Chaplin Ayrton
Matilda Charlotte Ayrton (z domu Chaplin; ur. 22 czerwca 1846 w Honfleur, zm. 19 lipca 1883 w Londynie) – angielska fizyczka. Studiowała medycynę w Londynie, Edynburgu i Paryżu. Należała do  tzw. edynburskiej siódemki, pierwszych studentek w Wielkiej Brytanii. Otworzyła w Japonii szkołę dla położnych, była autorką badań antropologicznych. Autorka książki Child-Life in Japan and Japanese Child Stories. 

## Edukacja
Po rozpoczęciu studiów artystycznych zmieniła zdanie i w 1867 podjęła studia medyczne. Spędziła dwa lata w Ladies' Medical College, a po zdaniu egzaminu wstępnego w Apothecaries' Hall (cechu aptekarskim) w 1869 zaaplikowała na dalsze studia, lecz odmówiono jej przyjęcia ze względu na płeć. 
Razem z Mary Anderson, Emily Bovell, Helen Evans, Sophia Jex-Blake, Edith Pechey i Isabel Thorne, była jedną z edynburskiej siódemki, grupy kobiet, które walczyły o prawo do nauki medycyny na Uniwersytecie Edynburskim. Zdały egzaminy, lecz sąd orzekł, że nie powinny być przyjęte na uniwersytet i że nie kwalifikują się jako lekarki. Zanim wyrok z 1872 ostatecznie zakazał kobietom studiowania, Chaplin uzyskała wysokie wyróżnienia w dziedzinie anatomii i chirurgii na egzaminach eksternistycznych w 1870 i 1871 w Surgeons' Hall w Edynburgu. Postanowiła ukończyć naukę w Paryżu, gdzie kobiety mogły studiować. Jej umiejętności zostały docenione i otrzymała stopnie Bachelier ès-Sciences i Bachelier ès-Lettres. 

## Kariera i dalsze losy
W 1872 wyszła za swojego kuzyna, znanego naukowca Williama Edwarda Ayrtona. W następnym roku otrzymała certyfikat położnictwa od London Obstretic Society. Zaraz potem wyjechała z mężem do Japonii. Mężczyzna otrzymał bowiem profesurę w Imperial College Of Engineering w Tokio.
W Japonii Ayrton prowadziła badania antropologiczne i założyła szkołę dla położnych. Uczyła tam za pomocą tłumacza. W 1877 zachorowała na gruźlicę, co zmusiło ją do powrotu do Europy. W 1879 zaczęła doktorat w Paryżu. Jako pracę opublikowała wyniki swoich badań w Japonii, zatytułowane Dimensions générales et sur le développement du corps chez les Japonais (Paryż, 1879). W 1880 zdobyła licencjat w King and Queen's College of Physicians w Irlandii, gdzie była jedyną kobietą biorącą udział w egzaminach. Mieszkała w Londynie, gdzie badała choroby oka w Royal Free Hospital. 

Z powodu gruźlicy jej zdrowie pogorszyło się i następne dwie zimy spędziła w ciepłym klimacie: pierwszą w szpitalu w Algierze, drugą w laboratorium fizjologicznym na Uniwersytecie w Montpellier. 

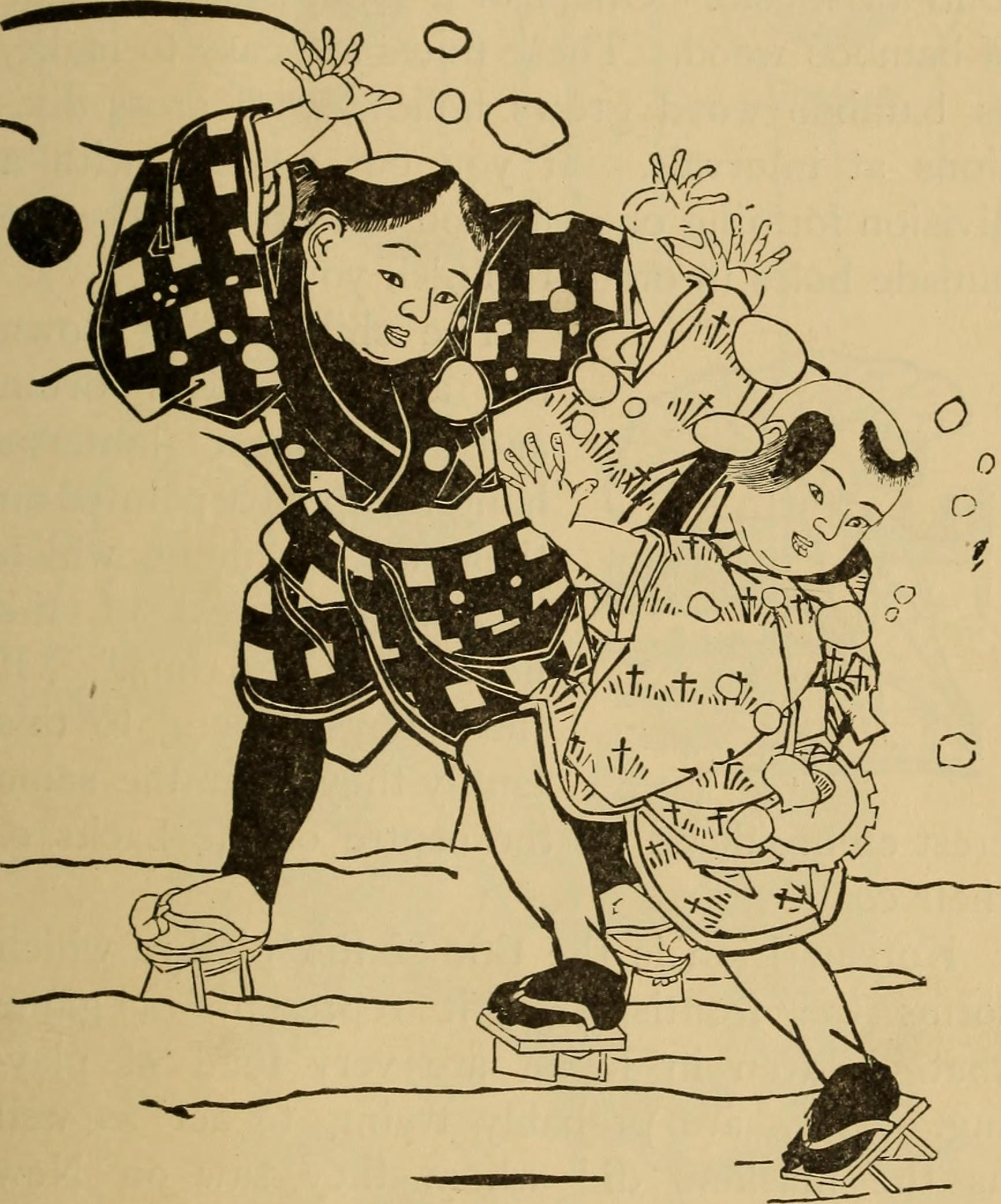
Szkic z książki Child-life in Japan and Japanese child stories (1901)

### Twórczość
Dictionary of National Biography podaje: „Po powrocie z Japonii pani Ayrton napisała do The Scotsman i innych periodyków dużą liczbę artykułów na bardzo różne tematy, w tym o japońskiej polityce i zwyczajach, oraz problemy edukacje zachodu”. Interesowało ją rodzinne życie Japończyków oraz obrazy i opowieści, które zachwycały dzieci w Japonii. Po powrocie do Anglii napisała książkę Życie dziecięce w Japonii, którą zilustrowała własnymi szkicami.

## Dziedzictwo
Ayrton walczyła o możliwości poprawy sytuacji edukacyjnej i społecznej kobiet. Pomagała w otworzeniu klubu dla studentek w Paryżu i w zorganizowaniu klubu Somerville dla kobiet w Londynie. 
Jej córka Edith Ayrton była feministką i pisarką, żoną Israela Zangwilla i matką Olivera Zangwilla.
W 2019 członkinie „edynburskiej siódemki”, w tym Ayrton, zostały pośmiertnie odznaczone honorowym MBChB w Uniwersytecie Edynburskim. Odznaczenia w ich imieniu odebrała grupa współczesnych studentów Edinburgh Medical School.